# Dīgha Nikāya
Il Digha Nikaya (dīghanikāya, "Raccolta dei discorsi lunghi") è una scrittura buddista, il primo dei cinque Nikaya, o collezioni, del Sutta Piṭaka, che - a sua volta - è uno dei "tre canestri" che compongono il Tipitaka: il Canone pāli del buddismo theravada. Alcuni dei sutta più noti del Digha Nikaya, sono: il Maha-parinibbana Sutta (DN 16), che descrive gli ultimi giorni e la morte del Buddha, il Sigalovada Sutta (DN 31) in cui il Buddha discute di etica e pratiche per i seguaci laici, e Samaññaphala (DN 2) e Brahmajala Sutta (DN 1) che descrivono e mettono a confronto il punto di vista del Buddha, rispetto a quello di altri asceti dell'India del quinto secolo a.C., in particolare sui temi dell'Universo e del tempo (passato, presente e futuro). Infine Potthapada Sutta (DN 9), che descrive i benefici e la pratica della meditazione śamatha.

Dharmacakra La ruota del Dhamma, è costituito da otto raggi che rappresentano il Nobile ottuplice sentiero

## I 34 discorsi

### Tre gruppi
Il Digha Nikaya è composto da 34 discorsi, suddivisi in tre gruppi:
- Silakkhandha-Vagga - Il Gruppo della moralità (sutta 1-13), prende il nome da un trattato sulla moralità dei monaci che viene illustrata in ciascuno dei suoi sutta, nella maggior parte degli insegnamenti conduce agli stati jhanici (jhana), obiettivo della meditazione śamatha, alla coltivazione dei poteri psichici e all'ottenimento dello stato di Arahant.
- Maha-Vagga (sutta 14-23)
- Patika-Vagga (sutta 24-34)

#### I discorsi del primo gruppo (Silakkhandha-Vagga)
- 1. Brahmajala Sutta (Jala): 62 punti di vista sbagliati
- 2. Samannaphala Sutta (Samanna): il re Ajatasattu di Magadha chiede al Buddha quali sono i benefici in questa vita di chi intraprende la strada del samana (il più delle volte tradotto come "solitario"). La risposta del Buddha è un invito a diventare Arahant.
- 3. Ambattha Sutta (ambaṭṭha): Ambattha il bramino è inviato dal suo maestro per verificare se il Buddha possiede i 32 marchi corporei, ma è scortese con il Buddha per motivi di casta, il Buddha risponde che egli è in realtà superiore di nascita rispetto a Ambattha, perché la società considera i Brahmini inferiori agli Aristocratici, mentre il Buddha considera la saggezza superiore a nobili natali.
- 4. Sonadanta Sutta (Sonadanda): il Buddha chiede a Sonadanda il bramino quali sono le qualità che rendono una persona un bramino; Sonadanda ne definisce cinque, ma il Buddha le riduce a due: morale e saggezza.
- 5. Kutadanta Sutta (kūṭadanta): Kutadanta il bramino chiede al Buddha come si esegue un sacrificio. Il Buddha racconta una delle sue vite passate, quando era cappellano di un re, dove si facevano offerte, senza uccidere animali. Kutadanta chiede se ci sono sacrifici migliori, e il Buddha raccomanda la protezione nei Tre Rifugi e il rispetto dei cinque precetti.
- 6. Mahali Sutta (Mahali): in risposta a una domanda sul motivo per cui un certo monaco ha visioni divine, ma non sente suoni divini, il Buddha spiega che è a causa del modo in cui pratica la meditazione.
- 7. Jaliya Sutta (Jaliya): due bramini chiedono se l'anima e il corpo sono uguali o diversi, il Buddha di contro chiede loro se pensano che, una persona che abbia percorso la via della liberazione, debba porre simili domande.
- 8. Kassapa Sihanada Sutta (Sihanada): La parola significa letteralmente "il ruggito del leone": questo discorso riguarda l'ascetismo.
- 9. Potthapada Sutta (Potthapada): Il Buddha spiega la causa del sorgere di saññā, di solito tradotto come percezione.
- 10. Subha Sutta: Ananda spiega il Sentiero
- 11. Kevaddha Sutta (kevaḍḍha): Kevaddha chiede al Buddha perché non cerca di convincere nuovi discepoli con i miracoli, il Buddha spiega che la gente dovrebbe semplicemente respingere queste magie.
- 12. Lohicca Sutta: sugli insegnanti buoni e cattivi.
- 13. Tevijja Sutta: Unione con Brahma: il Buddha spiega i quattro Brahma Viharas.

#### I discorsi del secondo gruppo (Maha-Vagga)
- 14. Mahapadana Sutta (mahāpadāna): racconta la storia di una vita di un Buddha del passato, fino alla sua illuminazione. Simile a quella del Buddha attuale.
- 15. Maha nidana Sutta (nidana): Origine dipendente.
- 16. Maha Parinibbana Sutta (nibbāna): Gli ultimi mesi di vita del Buddha, la sua morte, il funerale e la distribuzione delle reliquie.
- 17. Mahasudassana Sutta: storia di una delle vite precedenti del Buddha, come re.
- 18. Janavasabha Sutta: Re Bimbisara del Magadha, rinato come il dio Janavasabha, dice al Buddha che il suo insegnamento ha portato un gran numero di persone a rinascere come divinità.
- 19. Maha-Govinda Sutta: storia di una vita passata del Buddha.
- 20. Mahasamaya Sutta: lunga lista degli dei che vengono a onorare il Buddha.
- 21. Sakkapanha Sutta (Panha): Domande e risposte del Buddha a Sakka, signore degli dei (una versione buddista di Indra)
- 22. Maha Satipatthana Sutta (Patthana): uno dei sutta più importanti per chi medita: i quattro pilastri della consapevolezza. È alla base della tradizione laica birmana di meditazione vipassana. Recitato al momento del trapasso.
- 23. Payasi Sutta (pāyāsi-) o Payasi Rajanna Sutta (rājañña): Il dialogo tra il principe scettico del titolo e un monaco.

#### I discorsi del terzo gruppo (Patika-Vagga)
- 24. Patika Sutta (Patika) o Pathika Sutta (pāthika): Un monaco ha lasciato l'ordine, perché si dice deluso del fatto che il Buddha non fa miracoli.
- 25. Udumbarika Sihanada Sutta o Udumbarika Sutta: un altro discorso sull'ascesi.
- 26. Cakkavatti Sihanada Sutta o Cakkavatti Sutta: storia del declino dell'umanità dall'età dell'oro ai giorni del Buddha.
- 27. Agganna Sutta (aggañña): un'altra storia sul declino dell'umanità.
- 28. Sampasadaniya Sutta (pasādaniya o pasādanīya): Sariputta loda il Buddha.
- 29. Pasadika Sutta (pāsādika): la risposta del Buddha alla notizia della morte del suo rivale, il fondatore del giainismo.
- 30. Lakkhana Sutta (lakkhaṇa): illustra le azioni del Buddha nelle sue vite precedenti e descrive le pratiche di un bodhisattva (forse la prima descrizione di questa importante figura)
- 31. Singalovada Sutta (siṅgālovāda), Singalaka Sutta o Sigala Sutta: tradizionalmente considerato come il vinaya laico.
- 32. Atanatiya Sutta (Āṭānāṭiya): Una divinità offre una poesia al Buddha, per la protezione dagli spiriti maligni e crea un maṇḍala. Una versione di questo sutta è classificata come un tantra in Tibet e in Giappone
- 33. Sangiti Sutta (Sangati): Sariputta su richiesta del Buddha, enuncia una serie di elenchi disposti numericamente (cfr. Anguttara Nikaya).
- 34. Dasuttara Sutta: simile al precedente ma sono indicate dieci categorie, questo materiale è stato poi utilizzato anche nel Patisambhidamagga

## Corrispondenza con Dīrgha Āgama
Il Digha Nikaya corrisponde in parte a Dīrgha Āgama del Sutra Pitikas sanscrito di varie scuole dei primi buddisti. Una versione completa della Dīrgha Āgama della scuola Dharmagupta sopravvive nella traduzione cinese con il nome Chang Ahánjīng 长阿含经. Contiene 30 sutra anziché i 34 del Digha Nikāya Theravadin. Inoltre, alcune parti della Dīrgha Āgama sopravvivono nella scuola Sarvāstivādin in sanscrito e nella traduzione tibetana.

## Traduzioni dal Pali
- Dialogues of the Buddha, tr T. W. and C. A. F. Rhys Davids, 1899–1921, 3 volumes, Pali Text Society[1]
- Thus Have I Heard: the Long Discourses of the Buddha, tr Maurice Walshe, Wisdom Pubs, 1987; later reissued under the original subtitle; ISBN 0-86171-103-3
- Selections (more than one sutta): The Buddha's Philosophy of Man, Rhys Davids tr, rev Trevor Ling, Everyman, out of print; 10 suttas including 2, 16, 22, 31 - Long Discourses of the Buddha, tr Mrs A. A. G. Bennett, Bombay, 1964; 1-16 - Ten Suttas from Digha Nikaya, Burma Pitaka Association, Rangoon, 1984; 1, 2, 9, 15, 16, 22, 26, 28-9, 31